# Roxana Scarlat
Roxana Mariana Scarlat (ur. 3 lutego 1975 w Bukareszcie) – rumuńska florecistka, srebrna medalistka olimpijska i wielokrotna medalistka mistrzostw świata i Europy.
Na igrzyskach olimpijskich w Atlancie w 1996 roku reprezentacja Rumunii w składzie: Laura Badea, Reka Szabo i Roxana Scarlat zdobyła drużynowo srebrny medal. W rywalizacji indywidualnej zajęła piętnaste miejsce. Brała również udział w igrzyskach olimpijskich w Atenach w 2004 roku, zajmując dziewiąte miejsce indywidualnie.
Podczas mistrzostw świata w Kapsztadzie w 1997 roku razem z Reką Szabo, Laurą Badeą i Mioarą David zdobyła srebrny medal w zawodach drużynowych. W konkurencji tej Rumunki ze Scarlat w składzie zdobywały następnie srebrne medale podczas mistrzostw świata w La Chaux-de-Fonds (1998), mistrzostw świata w Nowym Jorku (2004) i mistrzostw świata w Lipsku (2005) oraz brązowe na mistrzostwach świata w Lizbonie (2002) i mistrzostwach świata w Hawanie (2003). Ponadto zdobyła indywidualnie brązowe medale na mistrzostwach świata w Nîmes w 2001 roku (plasując się za Włoszką Valentiną Vezzali i Niemką Sabine Bau) oraz mistrzostwach świata w Hawanie dwa lata później (za Valentiną Vezzali i Polką Sylwią Gruchałą).
Wielokrotnie zdobywała medale mistrzostw Europy, w tym złoty drużynowo na mistrzostwach Europy w Kopenhadze (2004).